# BPIFB4
BPIFB4‏ (BPI fold containing family B member 4) هوَ بروتين يُشَفر بواسطة جين BPIFB4 في الإنسان.